# مدادماهی سه‌خط
مدادماهی سه‌خط (نام علمی: Nannostomus trifasciatus) که به نام‌های مدادماهی سه‌راه یا سه‌نوار نیز شناخته می‌شود، گونه‌ای ماهی آب شیرین و متعلق به تتراسانان خانواده قلم‌ماهیان است. آنها در تجارت آکواریوم به دلیل اندازه کوچک، الگوی رنگ زیبا و مقاومت ماهیان نسبتاً محبوبی هستند.

## پراکندگی و زیستگاه
مدادماهی سه‌خط در آب‌های کم حرکت و کمی اسیدی زندگی می‌کند. در این شرایط، در چندین نوع زیستگاه مختلف یافت می‌شود. این ماهی پراکندگی گسترده‌ای در سراسر حوضه آمازون، کلمبیا، پرو، بولیوی شمالی و گویان‌ها دارد. در ریو نگرو، باتلاق‌های بزرگی را تشکیل می‌دهد که محل اتصال شاخه‌ها به شاخه اصلی رودخانه است. هنگامی که رودخانه طغیان می‌کند، به سمت جنگل‌های بارانی غرق شده در آب حرکت می‌کند. در طول فصل کم‌آبی، اغلب در دریاچه‌های کوچک به جا مانده یا در آب‌های مانده بین تنه‌های درختان جنگل می‌ماند. مدادماهی سه‌خط، شب در نزدیکی سطح آب استراحت می‌کند و در طول روز در لایه‌های میانی تا بالای آب ساکن است.

## شرح
مدادماهی سه‌خط یک ماهی کوچک است، ماهی‌های بالغ به بیش از ۶ سانتیمتر نمی‌رسند. دارای دهانی کوچک است و ممکن است باله چربی وجود داشته باشد یا نداشته باشد. اکثر مدادماهی‌ها دارای الگوهای رنگی متمایزی در روز و شب هستند و این گونه نیز از این قاعده مستثنا نیست. در طول روز، دارای سه نوار طولی مشکی است که طول بدن را دربر می‌گیرد. در شب، سه نقطه تیره بزرگ در کناره‌های ماهی ایجاد می‌شود و از پشت به شکم گسترش می‌بد. تحقیقات نشان داده‌است که این تغییر رنگ به دلیل عملکرد متفاوت هورمون ملاتونین کاج بر روی سلول‌های رنگدانه در مناطق مختلف بافت است. الگوی رنگ روز ممکن است برای افراد یک گونه عملکردی رنگ هشدار یا تشخیصی داشته باشد، و الگوی شبانه ممکن است به پنهان کردن ماهی‌ها از شکارچیان شبانه کمک کند. در بین نواحی متغیر و رنگدانه تیره، مدادماهی سه‌خط در پشت و کناره‌های آن سبز مایل به طلایی مایل به زرد و در زیر آن نقره‌ای است. پوشش آبشش و باله‌های پشتی، لگنی، مقعدی و دمی دارای لکه‌های قرمز هستند که از نظر اندازه بسته به جمعیت متفاوت است. مدادماهی سه‌خط اغلب در ادبیات آکواریوم با مدادماهی کوتوله که آن هم دارای سه خط می‌باشد، اشتباه گرفته شده‌است. با این حال، گونه‌های اخیر را می‌توان با اندازه کوچک‌تر و مشخصات مسدود کننده آن متمایز کرد.

### دودیسی جنسی
دودیسی جنسی در این گونه نسبت به گونه‌های متعدد در این جنس دارای کمترین است. باله مقعدی نرها، که اغلب تغییر شکل می‌دهد یا در بسیاری از گونه‌ها رنگارنگ‌تر است، در مدادماهی سه‌خط رنگارنگ‌تر است. نرهای گونه ممکن است یک ردیف اضافی از لکه‌های قرمز در ناحیه طلایی بین نوارهای میانی و فوقانی داشته باشند، اما این میزان حتی در جمعیت‌ها بسیار متغیر است. نرها گاهی باریک‌تر و رنگارنگ‌تر از ماده‌ها هستند، اما این نیز متغیر است.

## رژیم غذایی
مدادماهی سه‌خط همه‌چیزخوار است و بیشتر زمان خود را در نزدیکی سطح آب می‌گذراند و درجه اول از حشرات تغذیه می‌کند. همچنین یک چرنده بیوفیلم مشتاق بوده و میکروارگانیسم‌ها و جلبک‌ها را می‌بلعد.

## در آکواریوم

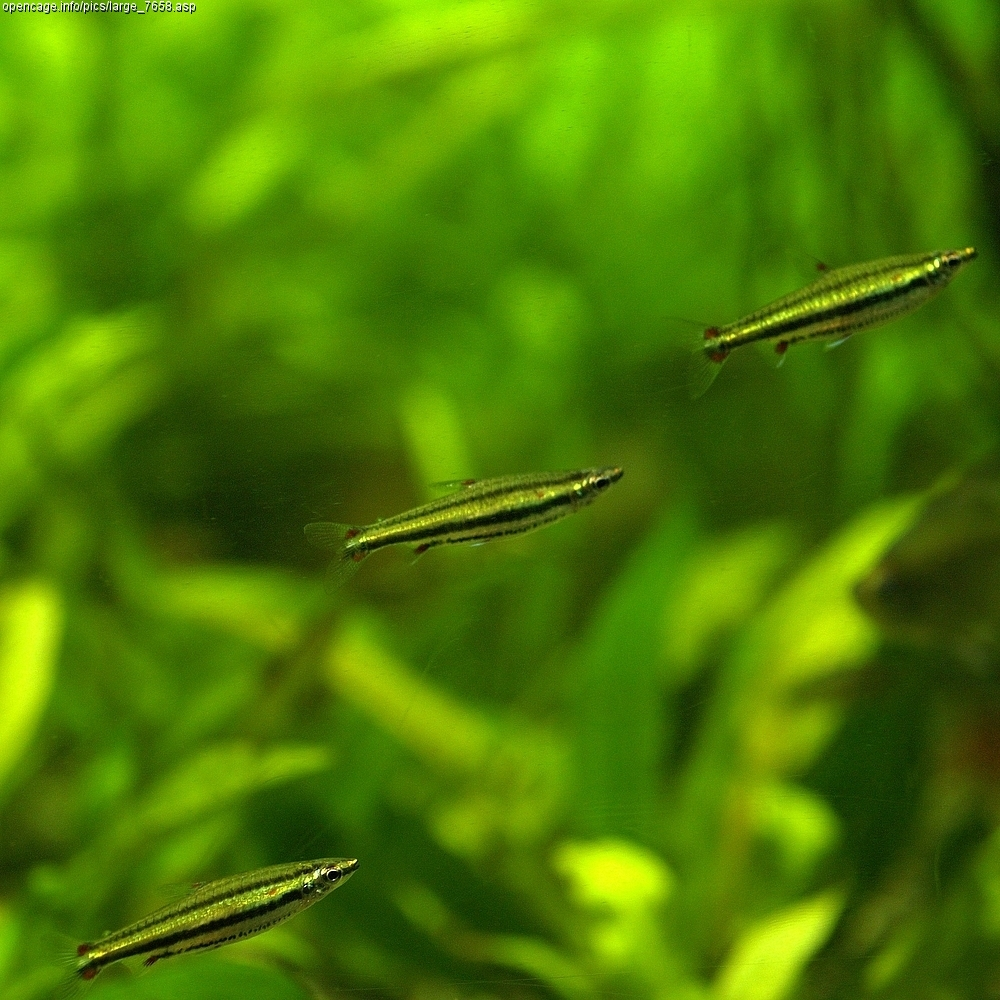
سه گانه N. trifasciatus

مدادماهی سه‌خط یک گونه آکواریوم محلی محبوب و مناسب است، در آکواریوم‌های هم‌اندازه رفتاری مشابه داشته و چنانچه در آب نرم و ملایم اسیدی در دمای بین ۲۲ تا ۲۸ درجه سانتیگراد نگهداری شوند، به خوبی رشد می‌کنند. آرتمیا و دیگر غذاهای زنده کوچک بسیار مناسب خواهد بود. نرها مناطق کوچکی را آماده و از آنها دفاع می‌کنند. این گونه در طول روز بین برگ‌های گیاهان تخم‌ریزی می‌کند. تخم‌ها چسبناک هستند و اغلب روی گیاهان قرار می‌گیرند. لقاح در خارج صورت می‌گیرد و ۳۰–۱۰۰ تخم در یک زمان گذاشته می‌شود. بسته به دمای آب، تخم‌ها بین ۲۴ تا ۷۲ ساعت تفریخ می‌شوند. در صورت تغذیه مناسب و پوشش کافی گیاهان، والدین تخم‌ها را نمی‌خورند و مدتی بعد در بین گیاهان شناور یافت می‌شود. این گونه به ندرت در اسارت تکثیر می‌شود و هرگز به صورت تجاری در شیلات پرورش داده نشده‌است. تجارت آکواریوم منحصراً بر روی نمونه‌های صید شده وحشی متکی است.